# Klingermühle (Bessenbach)
Klingermühle ist ein Gemeindeteil der Gemeinde Bessenbach im unterfränkischen Landkreis Aschaffenburg in Bayern.

## Geographie
Der aus einem Dutzend Gebäuden bestehende Weiler liegt in der Gemarkung von Straßbessenbach, am Bessenbach, einem linken Zufluss der Aschaff im Spessart in Unterfranken. Zur Ortsmitte von Straßbessenbach sind es ca. 800 m nach Süden und Keilberg befindet sich etwa 1 km im Norden.

## Geschichte
Das namengebende Mühlengebäude stammt von 1815, wie aus der Jahreszahl an einem Türstock hervorgeht. Nach einem ihrer Besitzer Peter Kneisel (1825–1910) wird sie teilweise noch als Kneiselsmühle bezeichnet. Sie wurde als Mehl- und Ölmühle (Raps) betrieben und stellte 1980 die Arbeit ein.
2010 hatte Klingermühle 22 Einwohner, 2023 waren es 18 Einwohner.